# Campionati del mondo di ciclismo su pista 1964
I Campionati del mondo di ciclismo su pista 1964 (en.: 1964 UCI Track World Championships) si svolsero a Parigi, in Francia, dall'8 al 13 settembre 1964. Si assegnarono nove titoli, sette maschili (tre professionistici e quattro dilettantistici) e due femminili.

## Medagliere
| #      | Nazione          | Oro | Argento | Bronzo | Totale |
| ------ | ---------------- | --- | ------- | ------ | ------ |
| 1      | Belgio           | 2   | 3       | 1      | 6      |
| 2      | Paesi Bassi      | 2   | 0       | 0      | 2      |
| 3      | Italia           | 1   | 2       | 2      | 5      |
| 4      | Unione Sovietica | 1   | 1       | 2      | 4      |
| 4      | Francia          | 1   | 1       | 2      | 4      |
| 6      | Germania Ovest   | 1   | 0       | 1      | 2      |
| 7      | Spagna           | 1   | 0       | 0      | 1      |
| 8      | Australia        | 0   | 1       | 0      | 1      |
| 8      | Regno Unito      | 0   | 1       | 0      | 1      |
| 10     | Cecoslovacchia   | 0   | 0       | 1      | 1      |
| Totale | Totale           | 9   | 9       | 9      | 27     |

## Sommario degli eventi
| Eventi                            | Oro                                                                       | Prestazione | Argento                                                             | Prestazione | Bronzo                                                                                  | Prestazione |
| Uomini Professionisti             |                                                                           |             |                                                                     |             |                                                                                         |             |
| Velocità dettagli                 | Antonio Maspes Italia                                                     |             | Ron Baensch Australia                                               |             | Jos De Bakker Belgio                                                                    |             |
| Inseguimento individuale dettagli | Ferdinand Bracke Belgio                                                   |             | Leandro Faggin Italia                                               |             | Ercole Baldini Italia                                                                   |             |
| Mezzofondo dettagli               | Guillermo Timoner Spagna                                                  |             | Leo Proost Belgio                                                   |             | Karl-Heinz Marsell Germania Ovest                                                       |             |
| Uomini Dilettanti                 |                                                                           |             |                                                                     |             |                                                                                         |             |
| Velocità dettagli                 | Pierre Trentin Francia                                                    |             | Daniel Morelon Francia                                              |             | Sergio Bianchetto Italia                                                                |             |
| Inseguimento individuale dettagli | Tiemen Groen Belgio                                                       |             | Herman Van Loo Belgio                                               |             | Jiří Daler Cecoslovacchia                                                               |             |
| Inseguimento a squadre dettagli   | Germania Ovest Lothar Claesges Karl Link Karl-Heinz Henrichs Ernst Streng |             | Italia Attilio Benfatto Cencio Mantovani Carlo Rancati Franco Testa |             | Unione Sovietica Arnol'd Bel'gardt Leonid Kolumbet Stanislav Moskvin Sergej Tereščenkov |             |
| Mezzofondo dettagli               | Jaap Oudkerk Paesi Bassi                                                  |             | Jean Walschaerts Belgio                                             |             | Daniel Salmon Francia                                                                   |             |
| Donne                             |                                                                           |             |                                                                     |             |                                                                                         |             |
| Velocità dettagli                 | Irina Kiričenko Unione Sovietica                                          |             | Galina Ermolaeva Unione Sovietica                                   |             | Gisèle Caille Francia                                                                   |             |
| Inseguimento individuale dettagli | Yvonne Reynders Belgio                                                    |             | Beryl Burton Regno Unito                                            |             | Aino Pouronen Unione Sovietica                                                          |             |